# Felsenmeer
Als Felsenmeer werden allgemein zahlreiche umfangreiche Stein- oder Felsansammlungen und -landschaften bezeichnet. Der Begriff „Felsenmeer“ wird im Volksmund also unabhängig von der jeweiligen Entstehung und Ausprägung verwendet. Es kann sich bei den derart benannten Geotopen unter anderem um Blockhalden, Blockgletscher, eingestürzte Höhlensysteme oder um größere Ansammlungen markanter Felsen handeln.
In den Geowissenschaften ist „Felsenmeer“ ein Synonym für Blockmeer, d. h. eine dichte Blockansammlung, die auf Flächen mit geringer Neigung autochthon durch Verwitterung entstanden ist.
In vergangenen Jahrhunderten wurden sie mancherorts als Steinbrüche genutzt. Heute stehen viele Felsenmeere unter Naturschutz und gelten zugleich als touristische Anziehungspunkte.
Zu den Felsenmeer genannten Felslandschaften gehören:
in Deutschland:
- Felsenmeer (Hemer), in Hemer, im Sauerland, Märkischer Kreis, Nordrhein-Westfalen
- Felsenmeer (Lautertal), auf dem Felsberg, bei Reichenbach (Lautertal), im Odenwald, Landkreis Bergstraße, Hessen
- Schannenbacher Felsenmeer im Schliefenbach, bei Schannenbach, im Odenwald, Landkreis Bergstraße, Hessen
- Ebersberger Felsenmeer, bei Ebersberg (Erbach) im Odenwald, Odenwaldkreis, Hessen
- Felsenmeer Hüttenberg, auf dem Hüttenberg (Kalmit), bei Maikammer, im Pfälzerwald, Landkreis Südliche Weinstraße, Rheinland-Pfalz
- Felsenmeer (Murrhardt), bei Murrhardt, nahe dem Riesbergturm, im Murrhardter Wald, Rems-Murr-Kreis, Baden-Württemberg
- Felsenmeer im Wental bei Bartholomä auf der Schwäbischen Alb, Ostalbkreis, Baden-Württemberg

Mit der Bezeichnung Felsenmeer im Zusammenhang stehen:
- Felsenmeermuseum, in Sundwig (Hemer), Märkischer Kreis, Nordrhein-Westfalen
- Felsenmeer (Schonwald), Schonwald in Baden-Württemberg
- Felsenmeer (Naturschutzgebiet), in Würm, Stadtkreis Pforzheim, Baden-Württemberg
- Felsenmeer, Russenstein, Naturpark Michelsbrunnen, Naturschutzgebiet auf dem Königstuhlmassiv, bei Heidelberg, im Kleinen Odenwald, Rhein-Neckar-Kreis und Stadt Heidelberg, Baden-Württemberg
- Granitfelsen-Felsenmeer Steingeröll, flächenhaftes Naturdenkmal in der Gemeinde Groß-Bieberau